# Irina Alekseeva
Irina Nikolaevna Alekseeva (in russo Ирина Николаевна Алексеева?; Mosca, 20 aprile 2002) è una ginnasta russa.

## Carriera

### Primi anni
Alekseeva ha iniziato ad allenarsi con Dina Kamalova, la stessa allenatrice della campionessa olimpica Alija Mustafina. Nel 2010 si è trasferita negli Stati Uniti d'America, seguendo Kamalova, e ha ripreso ad allenarsi con lei presso la World Olympic Gymnastics Academy, palestra presso la quale si sono formate campionesse olimpiche come Carly Patterson, Nastia Liukin, e Madison Kocian.

### Carriera junior
Nel maggio 2016 Alekseeva ha debuttato come ginnasta junior d'élite partecipando all'American Classic. Ha ottenuto il terzo posto nel concorso individuale e alle parallele asimmetriche, e ha vinto l'oro alla trave. A giugno ha disputato l'U.S. Classic piazzandosi al primo posto sia nel concorso individuale junior sia alla trave. Tuttavia, non possedendo la cittadinanza americana, non ha potuto prendere parte ai campionati nazionali statunitensi che si sono svolti a Saint Louis.
Il 2017 lo ha passato recuperando da un infortunio.

### Carriera senior

#### 2018
Nel 2018 Alekseeva ha iniziato a gareggiare a livello senior. Ha partecipato all'International Gymnix vincendo la medaglia di bronzo nel concorso individuale e l'oro al corpo libero e alle parallele asimmetriche. Non essendo stata in grado di ottenere la cittadinanza statunitense, nell'aprile 2018 ha disputato i campionati nazionali russi nel tentativo di entrare a far parte della squadra russa. Si è piazzata al settimo posto nel concorso individuale dopo essere caduta dalla trave. Inoltre si è piazzata seconda alle parallele asimmetriche, dietro Angelina Mel'nikova e davanti alla due volte ex campionessa del mondo Viktorija Komova, e terza al corpo libero, dietro Mel'nikova e Angelina Simakova. A maggio, Alekseeva è entrata ufficialmente a far parte della nazionale russa rimpiazzando Natal'ja Kapitonova. Successivamente è tornata ad allenarsi a Mosca, sua città natale.
A giugno ha ricevuto la licenza FIG, permettendole di rappresentare ufficialmente la Russia a livello internazionale. Lo stesso mese Alekseeva avrebbe dovuto partecipare alla Coppa di Russia ma ha dovuto rinunciare a causa di un infortunio al ginocchio.
Il 20 luglio Alekseeva è stata inserita nella squadra russa per disputare gli Europei di Glasgow 2018 insieme a Mel'nikova, Simakova, Lilija Achaimova, e Ul'jana Perebinosova.  Alekseeva ha gareggiato solamente alle parallele asimmetriche e alla trave durante la fase di qualificazione. Il suo punteggio ottenuto alle parallele asimmetriche sarebbe stato sufficiente a garantirle la qualificazione alla finale d'attrezzo, ma è stata preceduta dalla due connazionali Mel'nikova e Perebinosova. Nella finale del concorso a squadre ha concorre nuovamente alle parallele asimmetriche e alla trave contribuendo alla medaglia d'oro vinta dalla Russia.
Il 29 settembre Alekseeva è stata selezionata per disputare i Mondiali di Doha 2018, in Qatar, insieme ad Achaimova, Mel'nikova, Alija Mustafina, e Simakova, rappresentativa confermata il 17 ottobre. Durante la fase di qualificazione ha gareggiato in tutti e quattro gli attrezzi, raggiungendo la finale del concorso individuale in cui è terminata tredicesima e la finale a squadre dove la Russia è giunta seconda dietro gli Stati Uniti d'America e davanti alla Cina.